# Zoe Kazan
Zoe Swicord Kazan (Los Angeles, 9 de setembre de 1983) és una actriu, guionista i dramaturga estatunidenca coneguda per participar en Ruby Sparks (2012), What If (2013) i a The Ballad of Buster Scruggs (2018).

## Biografia
És filla dels escriptors Nicholas Kazan i Robin Swicord, i el seu avi patern va ser el prestigiós director de cinema Elia Kazan. Va cursar els seus estudis a la Windward School, un col·legi privat de Los Angeles. El 2005 es va graduar en art i filologia anglesa a la Universitat Yale.
El seu primer treball professional en teatre va ser al revival de 2006 de l'obra The Prime of Miss Jean Brodie, protagonitzada per Cynthia Nixon, a la qual van seguir 100 Saints You Should Know i Things We Want. A la gran pantalla el seu primer treball li va arribar el 2003, quan va participar en Swordswallowers and Thin Men, una pel·lícula dirigida per Max Borenstein.
El 2012 va escriure el guió de la pel·lícula Ruby Sparks , que ella mateixa va protagonitzar al costat de Paul Dano. La pel·lícula, dirigida per Jonathan Dayton i Valerie Faris, li va valer a Kazan el premi revelació al Detroit Festival Cinema Critics.
El 2014 va formar part d'Olive Kitteridge en el paper de Denise Thibodeau, una minisèrie basada en la novel·la homònima de l'escriptora Elizabeth Strout.
El 2016 va protagonitzar la cinta de terror, The Monster, del director Bryan Bertino. Aquell mateix any va treballar a la pel·lícula independent My Blind Brother de Sophie Goodhart.
El 2017 va estrenar la pel·lícula La gran malaltia de l'amor, una comèdia romàntica produïda per Judd Apatow, i es va incorporar a la sèrie de televisió The Deuce, protagonitzada per Maggie Gyllenhaal i James Franco.
L'any 2018 va participar en la pel·lícula dels germans Coen The Ballad of Buster Scruggs i va coescriure, juntament amb la seva parella Paul Dano, Wildlife, la pel·lícula que va suposar el debut en la direcció de Dano.